# Quadra (álbum de Sepultura)
Quadra es el decimoquinto y último álbum de estudio de la banda brasileña de thrash metal Sepultura, lanzado el 7 de febrero de 2020. Es un álbum conceptual basado en la numerología, el número cuatro y su significado como se muestra en Quadrivium. La banda se fue a Suecia para trabajar con el productor Jens Bogren para la grabación de este álbum.
Es el disco más exitoso de la banda desde Against de 1998, llegando a las listas de 17 países y entre los 20 primeros en 7 países (8, considerando las listas de rock del Reino Unido). También es su álbum más exitoso en Alemania y Suiza hasta la fecha, superando las posiciones de las listas de éxitos de Roots, con las posiciones número 5 y 13, respectivamente.

## Concepto
El guitarrista Andreas Kisser explicó que el concepto del álbum se basa en Quadrivium, que son las cuatro materias o artes (a saber, aritmética, geometría, música y astronomía) que se enseñan después de enseñar el trivium. La palabra es latina, que significa «cuatro formas».
En base a esto, la banda dividió el álbum de 12 pistas en cuatro secciones de tres canciones cada una. Las primeras son canciones de thrash metal, basadas en el sonido clásico de Sepultura. La segunda sección está inspirada en el sonido orientado al groove metal que la banda exploró en Roots. La tercera parte tiene canciones más progresivas inspiradas en la pista "Iceberg Dances" de Machine Messiah, pero no todas son pistas instrumentales. La cuarta y última sección presenta pistas melódicas y de ritmo lento, similares a la canción Machine Messiah.
Quadra es también el término portugués para «cancha deportiva». Kisser afirmó que "todo el mundo crece en un Quadra diferente, moldeado por reglas y definiciones. Todos estamos determinados por estos conceptos, nuestras relaciones, nuestras carreras. Toda nuestra vida".
Cuando le preguntaron a Derrick Green durante una entrevista con BraveWords "¿De qué álbum de Sepultura estás más orgulloso?", respondió: "Definitivamente Quadra. Es el último álbum, y realmente trabajamos muy duro en él. Tenemos tantos elementos diferentes del pasado que nos ha ayudado a llegar hasta aquí, donde estamos ahora. Así que, sin duda alguna, este es el álbum más fuerte que hemos hecho juntos. Y estoy extremadamente orgulloso de él".

## Recepción
Thom Jurek de AllMusic escribió en una reseña: "Quadra es el primer álbum de Sepultura que se encuentra realmente en pie de igualdad con su trilogía clásica. Ofrece una serie de canciones duras, carnosas y aventureras, que satisfacen abundantemente el poder y la emoción. La producción de Bogren y la ejecución de Sepultura está en perfecto equilibrio. Además, Green ofrece una actuación que define su carrera aquí. Es el primer álbum de Sepultura en décadas que se compara favorablemente con la producción clásica de la banda". Dom Lawson de Blabbermouth escribe que Quadra "muestra clara y ruidosamente el sonido de una banda en el apogeo de sus capacidades, tanto en términos de creatividad y musicalidad" y llama al álbum "uno de sus mejores discos hasta la fecha".
El sitio web Collector's Room incluyó a Quadra entre los 50 mejores álbumes de metal brasileño de todos los tiempos.

## Lista de canciones
| N.º | Título                         | Duración |  |
| 1.  | «Isolation»                    | 4:56     |  |
| 2.  | «Means to an End»              | 4:39     |  |
| 3.  | «Last Time»                    | 4:27     |  |
| 4.  | «Capital Enslavement»          | 3:40     |  |
| 5.  | «Ali»                          | 4:12     |  |
| 6.  | «Raging Void»                  | 3:57     |  |
| 7.  | «Guardians of Earth»           | 5:11     |  |
| 8.  | «The Pentagram»                | 5:20     |  |
| 9.  | «Autem»                        | 4:06     |  |
| 10. | «Quadra»                       | 0:46     |  |
| 11. | «Agony of Defeat»              | 5:51     |  |
| 12. | «Fear, Pain, Chaos, Suffering» | 4:09     |  |

## Créditos
- Derrick Green − voz
- Andreas Kisser − guitarras
- Paulo Jr. − bajo
- Eloy Casagrande − batería, percusión